# Viktor Zsitva
Viktor Zsitva (* 14. Juli 1939 in Budapest) ist ein ungarischer Eishockeyspieler, der mit der Ungarischen Nationalmannschaft an den Olympischen Spielen 1964 in Innsbruck teilnahm.
Viktor Zsitva spielte von 1952 bis 1972 bei verschiedenen ungarischen Vereinen und gewann zwischen 1965 und 1970 fünfmal in Folge die Ungarische Meisterschaft mit Újpesti TE. Nach seiner Spielerlaufbahn wechselte er ins Schiedsrichterfach.
Viktor Zsitva nahm als Spieler an acht Weltmeisterschaften teil. Er war Mitglied der jeweiligen Nationalmannschaft bei den Eishockey-Weltmeisterschaften 1959, 1963, 1964, 1966, 1967, 1969, 1970 und 1971. Insgesamt erzielte er bei Weltmeisterschaften 55 Scorerpunkte.
Im Jahre 2011 wurde er in die neu gegründete Eishockey-Ruhmeshalle Ungarns aufgenommen.